# Monumento funerário de William Shakespeare

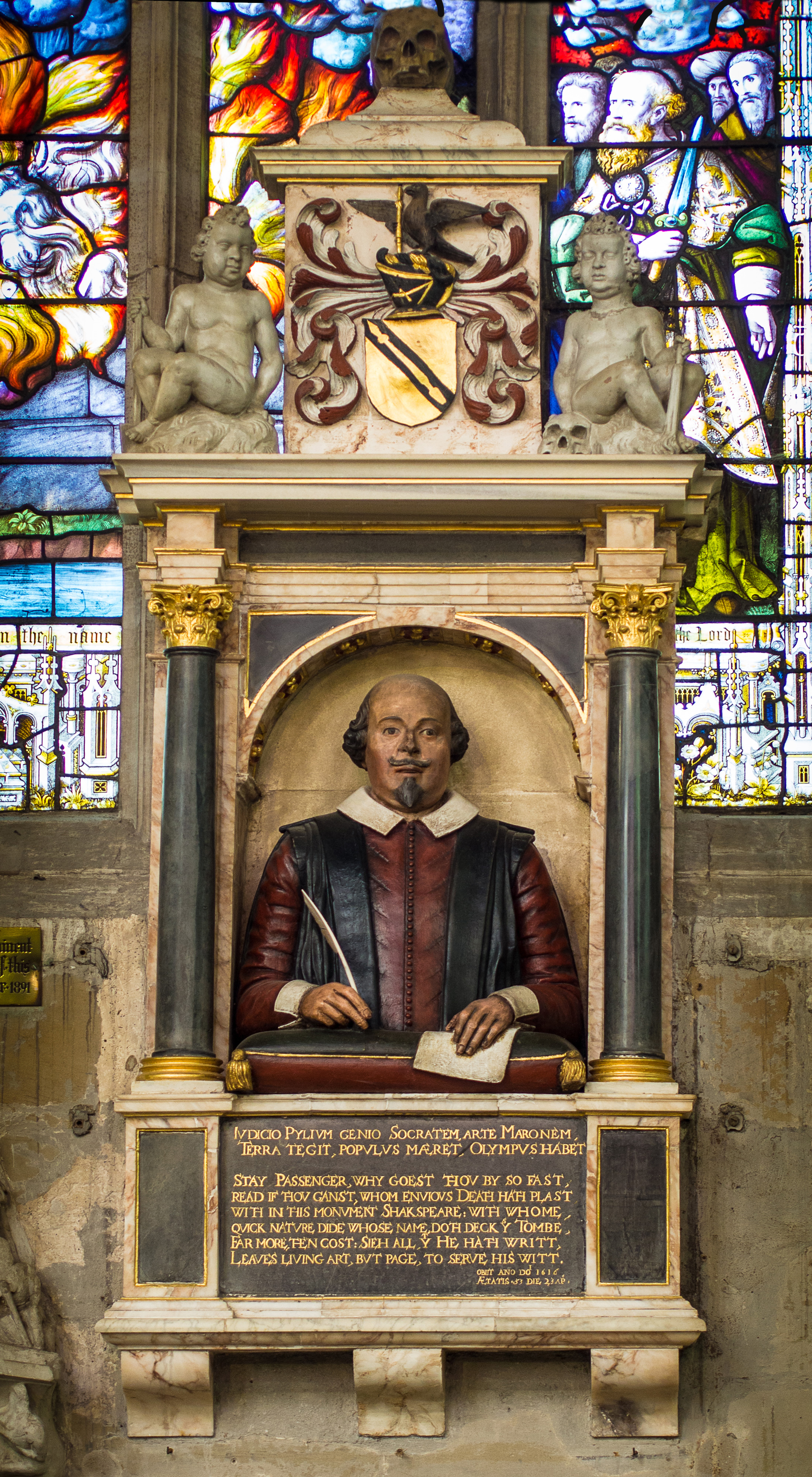
Monumento funerário de Shakespeare, na Igreja da Santíssima Trindade, Stratford.

O monumento funerário de Shakespeare é um memorial para William Shakespeare localizado dentro da Igreja da Santíssima Trindade em Stratford-upon-Avon, local em que Shakespeare foi batizado e onde ele foi sepultado, dois dias após sua morte.
O monumento, esculpido em calcário azul claro por Gerard Johnson, está montado na parede norte da capela-mor. Dispõe de uma figura do poeta segurando uma caneta de pena em uma mão e um pedaço de papel descansando sobre uma almofada na outra. O estilo, que foi popular partir de final do século XVI e meados do séculos XVII, foi mais comumente usado para lembrar clérigos, acadêmicos e as profissões com funções de ensino.  Esta figura é uma das duas representações definitivamente aceitas do dramaturgo, com a maior precisão na aparência física de Shakespeare.